# Morti il 13 febbraio
| Questa pagina contiene informazioni ricavate automaticamente dalle voci biografiche con l'ausilio del template Bio e di un bot. L'aggiornamento è periodico e automatico e ricostruisce completamente la pagina. Se manca una persona in questa lista, sei pregato di non aggiungerla, ma accertati piuttosto che la sua voce biografica contenga il template Bio e che i dati anagrafici siano correttamente compilati. Se il template Bio manca, inseriscilo tu stesso o, in alternativa, metti l'avviso {{tmp\|Bio}} che ne segnala la mancanza. Se i dati riportati sono sbagliati, correggi direttamente la voce biografica; le modifiche saranno visibili in questa lista entro pochi giorni. Per chiarimenti vedi il progetto biografie. La lista contiene solo le 533 persone che sono citate nell'enciclopedia e per le quali è stato implementato correttamente il template Bio. Pagina aggiornata al 5 ago 2025. |

## II secolo(1)
- 106 - Imperatore He, imperatore cinese (n. 79)

## VIII secolo(1)
- 721 - Chilperico II, re franco

## IX secolo(2)
- 818 - Al-Fadl ibn Sahl, politico persiano
- 858 - Kenneth I di Scozia, re scozzese (n. 810)

## X secolo(4)
- 921 - Vratislao I di Boemia, sovrano boemo
- 988 - Adalberto Atto di Canossa, nobile italiano
- 990 - Etelgaro, arcivescovo britannico
- 997 - Pietro di Vercelli, vescovo cattolico tedesco

## XI secolo(3)
- 1006 - Fulcrano di Lodève, vescovo francese
- 1015 - Gilberto di Meaux, vescovo e santo francese
- 1021 - Al-Hakim, imam (n. 985)

## XII secolo(6)
- 1130 - Papa Onorio II, papa, cardinale e vescovo cattolico italiano (n. 1060)
- 1131 - Elisabetta di Vermandois, nobile francese
- 1140 - Guglielmo di Weimar-Orlamünde, nobile tedesco (n. 1112)
- 1141 - Béla II d'Ungheria, sovrano ungherese
- 1142 - Fujiwara no Mototoshi, poeta giapponese (n. 1060)
- 1199 - Stefano Nemanja, sovrano serbo

## XIII secolo(2)
- 1219 - Minamoto no Sanetomo, militare giapponese (n. 1192)
- 1237 - Giordano di Sassonia, religioso tedesco (n. 1190)

## XIV secolo(1)
- 1332 - Andronico II Paleologo, imperatore bizantino (n. 1259)

## XV secolo(4)
- 1444 - Niccolò Speciale, politico italiano
- 1458 - Cristina Semenzi da Calvisano, religiosa italiana (n. 1435)
- 1468 - Giovanna Enríquez, regina (n. 1425)
- 1470 - Salvatore Cubello, nobile italiano (n. 1404)

## XVI secolo(13)
- 1506 - Mōri Hiromoto, militare giapponese (n. 1466)
- 1539 - Isabella d'Este, nobile, mecenate e collezionista d'arte italiana (n. 1474)
- 1542 - Alessandro Cesarini, cardinale italiano
- 1542 - Catherine Howard, nobildonna inglese (n. 1521)
- 1542 - Jane Parker, nobildonna inglese
- 1550 - Eleonora Gonzaga della Rovere, duchessa italiana (n. 1493)
- 1556 - Porzia de' Rossi, italiana
- 1561 - Francesco I di Nevers, nobile e militare francese (n. 1516)
- 1571 - Benvenuto Cellini, scultore, orafo e scrittore italiano (n. 1500)
- 1576 - Ludovico Antinori, arcivescovo cattolico italiano (n. 1531)
- 1585 - Alfonso Salmerón, gesuita spagnolo (n. 1515)
- 1586 - Ferrante Gonzaga, nobile e condottiero italiano (n. 1544)
- 1592 - Jacopo Bassano, pittore italiano

## XVII secolo(13)
- 1604 - Caterina di Borbone, nobile (n. 1559)
- 1608 - Bess di Hardwick, nobildonna inglese (n. 1527)
- 1636 - Barbara Sofia di Brandeburgo, principessa (n. 1584)
- 1645 - Vincenzo Giustiniani, vescovo cattolico italiano (n. 1590)
- 1650 - Urbain de Maillé-Brézé, francese (n. 1598)
- 1655 - Ferdinando Hastings, VI conte di Huntingdon, nobile e politico inglese (n. 1609)
- 1660 - Carlo X Gustavo di Svezia, sovrano svedese (n. 1622)
- 1662 - Carlo I Cybo-Malaspina, sovrano italiano (n. 1581)
- 1662 - Elisabetta Stuart, principessa scozzese (n. 1596)
- 1678 - Cosimo Fanzago, scultore e architetto italiano (n. 1591)
- 1687 - Carlo III di Créquy, diplomatico e generale francese (n. 1623)
- 1689 - Carlo Pio di Savoia iuniore, cardinale e vescovo cattolico italiano (n. 1622)
- 1693 - Johann Kaspar Kerll, compositore e organista tedesco (n. 1627)

## XVIII secolo(20)
- 1715 - Antonio Sebastián de Toledo Molina y Salazar, nobile spagnolo (n. 1622)
- 1722 - Federico Guglielmo Adolfo di Nassau-Siegen, principe tedesco (n. 1680)
- 1728 - Cotton Mather, pastore protestante e medico inglese (n. 1663)
- 1732 - William Bromley, politico inglese (n. 1664)
- 1740 - Jacques Bousseau, scultore francese (n. 1681)
- 1741 - Johann Joseph Fux, compositore e teorico della musica austriaco (n. 1660)
- 1744 - Pierre Gobert, pittore francese (n. 1662)
- 1744 - Giuseppe Piamontini, scultore italiano (n. 1663)
- 1751 - Muhyi ad-Din Muzaffar Jang Hidayat, principe indiano
- 1760 - Carlo Giuseppe Merlo, architetto e ingegnere italiano (n. 1690)
- 1773 - Pietro Bracci, scultore italiano (n. 1700)
- 1780 - Nicolò Baschiera, ingegnere italiano
- 1785 - Gheorghe Crișan, rivoluzionario rumeno (n. 1733)
- 1787 - Ruggero Giuseppe Boscovich, gesuita, astronomo e matematico dalmata (n. 1711)
- 1787 - Filippo II di Schaumburg-Lippe, sovrano tedesco (n. 1723)
- 1787 - Charles Gravier, politico e diplomatico francese (n. 1717)
- 1788 - Jean-Germain Drouais, pittore francese (n. 1763)
- 1789 - Fortunato Bartolomeo De Felice, scrittore e editore italiano (n. 1723)
- 1791 - Çelebizade Şerif Hasan Pascià, politico ottomano
- 1798 - Wilhelm Heinrich Wackenroder, scrittore e giurista tedesco (n. 1773)

## XIX secolo(83)
- 1805 - Pietro Labruzzi, pittore italiano (n. 1739)
- 1806 - Michele de Jorio, giurista, avvocato e magistrato italiano (n. 1738)
- 1808 - William Fullarton, politico e militare britannico (n. 1754)
- 1809 - Angelo Gagliano da Mazzarino, ebanista e religioso italiano (n. 1743)
- 1811 - Francesco Maria Locatelli, cardinale e vescovo cattolico italiano (n. 1727)
- 1811 - Paolo Mancuso, brigante italiano (n. 1782)
- 1812 - Jacques Marie Boutet, attore teatrale e drammaturgo francese (n. 1745)
- 1814 - Annibale de Leo, arcivescovo cattolico italiano (n. 1739)
- 1817 - Aleksej Ivanovič Musin-Puškin, storico russo (n. 1744)
- 1818 - Absalom Jones, attivista e religioso statunitense (n. 1746)
- 1818 - George Rogers Clark, generale statunitense (n. 1752)
- 1822 - Bartolomeo Lorenzi, abate e poeta italiano (n. 1732)
- 1823 - Michelangelo Monti, poeta italiano (n. 1749)
- 1824 - Carlo Pascale D'Illonza, pittore italiano (n. 1761)
- 1826 - Pëtr Alekseevič Palen, generale russo (n. 1745)
- 1828 - Francisco Salvà i Campillo, fisico e medico spagnolo (n. 1751)
- 1828 - Disma Ugolini, compositore italiano (n. 1755)
- 1829 - Luigi Francesco di Borbone-Busset, generale francese (n. 1749)
- 1830 - Franz Raffl, italiano (n. 1775)
- 1831 - Giovanni Battista Balbis, politico, medico e botanico italiano (n. 1765)
- 1833 - Stanislao Poniatowski, nobile, politico e militare polacco (n. 1754)
- 1834 - Riccardo Calocchieri, architetto italiano (n. 1773)
- 1834 - Giovanni Battista Fanucci, storico italiano (n. 1756)
- 1834 - Vincenzo Sulis, scrittore e militare italiano (n. 1758)
- 1835 - Jean-Baptiste Roman, scultore francese (n. 1792)
- 1837 - Mariano José de Larra, scrittore e giornalista spagnolo (n. 1809)
- 1840 - Nicolas Joseph Maison, generale francese (n. 1771)
- 1842 - Erminia d'Asburgo-Lorena, principessa austriaca (n. 1817)
- 1843 - Isaac Hull, ammiraglio statunitense (n. 1773)
- 1844 - Lodovico Biagi, chirurgo italiano (n. 1803)
- 1845 - Kenneth Howard, I conte di Effingham, nobile e militare britannico (n. 1767)
- 1845 - Henrik Steffens, filosofo e naturalista danese (n. 1773)
- 1847 - Johann Friedrich von Mohr, generale austriaco (n. 1765)
- 1852 - Niccolò Puccini, filantropo e mecenate italiano (n. 1799)
- 1855 - Josef Wolfgang Kainz, basso austriaco (n. 1773)
- 1856 - Alexandre Montfort, compositore francese (n. 1803)
- 1857 - Ferdinand-François Châtel, prete francese (n. 1795)
- 1857 - Giuseppe Doveri, matematico e filantropo italiano (n. 1792)
- 1858 - Hermann Heinrich Gossen, economista tedesco (n. 1810)
- 1859 - Eliza Acton, cuoca e poetessa britannica (n. 1799)
- 1862 - Leopold Schefer, poeta, scrittore e compositore tedesco (n. 1784)
- 1862 - Callimaco Zambianchi, patriota italiano (n. 1811)
- 1869 - Giuseppe Abbagnale, militare italiano (n. 1816)
- 1869 - Gustav Adolf Bergenroth, storico tedesco (n. 1813)
- 1869 - Pietro Paleocapa, scienziato, politico e ingegnere italiano (n. 1788)
- 1872 - Benedetto Trompeo, medico italiano (n. 1797)
- 1873 - Takht Singh, principe indiano (n. 1819)
- 1874 - Johann Friedrich Franz Burgmüller, pianista e compositore tedesco (n. 1806)
- 1876 - Gabriel Andral, medico francese (n. 1797)
- 1876 - Georges Eugène Blanchard, generale francese (n. 1805)
- 1876 - Maurizio Quadrio, patriota italiano (n. 1800)
- 1878 - Lorenzo Ginori Lisci, nobile, politico e imprenditore italiano (n. 1823)
- 1880 - Eugène de Mirecourt, giornalista e scrittore francese (n. 1812)
- 1880 - Heinrich August Ludwig Wiggers, farmacista tedesco (n. 1803)
- 1882 - Auguste Barbier, poeta, scrittore e librettista francese (n. 1805)
- 1882 - Gesja Meerovna Gel'fman, rivoluzionaria russa (n. 1855)
- 1882 - Henry Highland Garnet, oratore statunitense (n. 1815)
- 1883 - Vincenzo Cesati, botanico italiano (n. 1806)
- 1883 - Pavel Ivanovič Mel'nikov, scrittore russo (n. 1818)
- 1883 - William E. Smith, politico e imprenditore statunitense (n. 1824)
- 1883 - Richard Wagner, compositore e poeta tedesco (n. 1813)
- 1885 - Giulio Cesare Sansoni, editore italiano (n. 1838)
- 1887 - Nicolas Adames, arcivescovo cattolico lussemburghese (n. 1813)
- 1887 - Antoine Jacquemoud, politico francese (n. 1806)
- 1888 - Vincenzo De Rossi Re, matematico italiano (n. 1834)
- 1888 - Augusto Michelacci, medico italiano (n. 1825)
- 1889 - Eugenio Valzania, politico e patriota italiano (n. 1821)
- 1890 - Henry H. Wells, politico e avvocato statunitense (n. 1823)
- 1890 - Khalifa bin Sa'id di Zanzibar, sultano (n. 1852)
- 1891 - David Dixon Porter, ammiraglio statunitense (n. 1813)
- 1892 - Vasilij Vasil'evič Junker, esploratore russo (n. 1840)
- 1892 - Joseph Lambert Massart, violinista belga (n. 1811)
- 1892 - Provo Wallis, ammiraglio britannico (n. 1791)
- 1893 - Ignacio Manuel Altamirano, giornalista, politico e scrittore messicano (n. 1834)
- 1893 - Georgi Pulevski, scrittore e rivoluzionario macedone (n. 1817)
- 1895 - Giovanni Spertini, scultore e pittore italiano (n. 1821)
- 1897 - Giacinto Gallina, commediografo italiano (n. 1852)
- 1897 - Friedrich Mitterwurzer, attore teatrale, regista e drammaturgo tedesco (n. 1844)
- 1898 - Giuseppe Gallone di Nociglia, imprenditore e politico italiano (n. 1819)
- 1898 - Gustav Kálnoky, diplomatico austro-ungarico (n. 1832)
- 1898 - Léon Ollé-Laprune, filosofo francese (n. 1839)
- 1898 - August Potthast, storico, bibliotecario e medievista tedesco (n. 1824)
- 1899 - Andreas Syngros, banchiere e filantropo greco (n. 1830)

## XX secolo(224)
- 1905 - Konstantin Apollonovič Savickij, pittore russo (n. 1844)
- 1906 - Albert Gottschalk, pittore danese (n. 1866)
- 1907 - Marcel Alexandre Bertrand, geologo francese (n. 1847)
- 1908 - David Hesser, pallanuotista e nuotatore statunitense (n. 1884)
- 1909 - Hugo Egmont Hørring, politico danese (n. 1842)
- 1909 - Julius Thomsen, chimico danese (n. 1826)
- 1911 - Joseph Colgan, arcivescovo cattolico irlandese (n. 1824)
- 1912 - Laura Williamina Seymour, nobile britannica (n. 1832)
- 1914 - Franz Alt, pittore austriaco (n. 1824)
- 1914 - Alphonse Bertillon, criminologo francese (n. 1853)
- 1914 - Giovanni Cuppari, ingegnere italiano (n. 1852)
- 1916 - Vilhelm Hammershøi, pittore danese (n. 1864)
- 1919 - Matteo Albertone, generale italiano (n. 1840)
- 1919 - Otto Gross, neurologo, psicoanalista e filosofo austriaco (n. 1877)
- 1920 - Il'ja Sergeevič Krašeninnikov, politico russo (n. 1847)
- 1922 - Tullio Bozza, schermidore italiano (n. 1891)
- 1924 - Albert Betts, ginnasta britannico (n. 1888)
- 1924 - Giovanni Bombrini, imprenditore e politico italiano (n. 1838)
- 1925 - Cesare Ciani, pittore italiano (n. 1854)
- 1926 - Edmund Dalbor, cardinale e arcivescovo cattolico polacco (n. 1869)
- 1926 - Francis Ysidro Edgeworth, matematico e economista britannico (n. 1845)
- 1927 - Leonardo Bianchi, neurologo, psichiatra e politico italiano (n. 1848)
- 1929 - Muhammad VI al-Habib, tunisino (n. 1858)
- 1930 - Claes Lagergren, collezionista d'arte e nobile svedese (n. 1853)
- 1931 - Joseph Dowler, tiratore di fune britannico (n. 1879)
- 1931 - Beatrice Sacchi, saggista, pubblicista e attivista italiana (n. 1878)
- 1932 - Ignazio Elia III, arcivescovo ortodosso ottomano (n. 1867)
- 1934 - Ellen Ridgway, golfista statunitense (n. 1866)
- 1934 - Francis Sparks, calciatore inglese (n. 1855)
- 1935 - Herbert Giles, orientalista inglese (n. 1845)
- 1935 - Phil Kelso, allenatore di calcio scozzese (n. 1871)
- 1935 - Vernon Lee, scrittrice inglese (n. 1856)
- 1936 - Georgij Ivanovič Čelpanov, psicologo e filosofo ucraino (n. 1862)
- 1936 - Michele Griffa, militare italiano (n. 1915)
- 1937 - Ernesto Felli, fantino italiano (n. 1875)
- 1937 - Giuseppe Sorge, prefetto e storico italiano (n. 1857)
- 1938 - Enrico Bottazzi, calciatore italiano (n. 1900)
- 1938 - Aleksandr Samojlovič, linguista russo (n. 1880)
- 1938 - Karl Ludwig Schemann, traduttore tedesco (n. 1852)
- 1939 - Francois Maurice Allotte de la Füye, militare, archeologo e numismatico francese (n. 1844)
- 1939 - Alexander Hamilton-Gordon, generale britannico (n. 1859)
- 1939 - Søren Sørensen, chimico danese (n. 1868)
- 1939 - Caius Welcker, calciatore olandese (n. 1885)
- 1940 - Eduard Schwartz, filologo classico tedesco (n. 1858)
- 1941 - Solideo D'Incau, militare italiano (n. 1915)
- 1941 - Blind Boy Fuller, cantante e chitarrista statunitense (n. 1907)
- 1941 - Giorgio Maggi, militare italiano (n. 1917)
- 1941 - Luigi Rendina, militare italiano (n. 1916)
- 1941 - Gino Rocca, scrittore, drammaturgo e giornalista italiano (n. 1891)
- 1942 - Frederick Nutter Chasen, zoologo britannico (n. 1896)
- 1942 - Epitácio Pessoa, giurista e politico brasiliano (n. 1865)
- 1942 - Nikolaj Šubossinni, insegnante, scrittore e traduttore russo (n. 1889)
- 1943 - Hristo Lukov, generale bulgaro (n. 1887)
- 1944 - Filippo Beltrami, partigiano e antifascista italiano (n. 1908)
- 1944 - Gianni Citterio, partigiano italiano (n. 1908)
- 1944 - Antonio Di Dio, partigiano e militare italiano (n. 1922)
- 1944 - Edgar Selwyn, attore, commediografo e regista statunitense (n. 1875)
- 1944 - Alessandro Sinigaglia, partigiano italiano (n. 1902)
- 1944 - Joseph Wilpert, presbitero e archeologo tedesco (n. 1856)
- 1945 - Franz Boehm, presbitero tedesco (n. 1880)
- 1945 - Dorothea Köring, tennista tedesca (n. 1880)
- 1945 - Peter Chalmers Mitchell, zoologo scozzese (n. 1864)
- 1945 - Henrietta Szold, attivista statunitense (n. 1860)
- 1946 - Adeline Boutain, fotografa francese (n. 1862)
- 1946 - Harold S. Bucquet, regista britannico (n. 1891)
- 1946 - Rosa Errera, scrittrice italiana (n. 1864)
- 1946 - Erich Lüdke, generale tedesco (n. 1882)
- 1947 - Celestina Boninsegna, soprano italiano (n. 1877)
- 1948 - Pietro d'Acquarone, nobile, politico e militare italiano (n. 1890)
- 1950 - Alfred Mitchell-Innes, economista, diplomatico e scrittore britannico (n. 1864)
- 1950 - Rafael Sabatini, scrittore italiano (n. 1875)
- 1951 - Luigi Zumkeller, architetto italiano (n. 1880)
- 1952 - Andrėj Cikota, presbitero bielorusso (n. 1891)
- 1952 - Alfred Einstein, musicologo e critico musicale tedesco (n. 1880)
- 1952 - Josephine Tey, scrittrice scozzese (n. 1896)
- 1952 - Elisabeth Winterhalter, chirurga, ginecologa e attivista tedesca (n. 1856)
- 1953 - Pasquale Fancello, anarchico italiano (n. 1891)
- 1953 - Giuseppe Lallich, pittore italiano (n. 1867)
- 1953 - Calogero Lo Bue, mafioso italiano (n. 1887)
- 1953 - Alexander Lozza, poeta e presbitero svizzero (n. 1880)
- 1953 - Lev Zacharovič Mechlis, politico e generale sovietico (n. 1889)
- 1954 - John Bagni, attore e scrittore statunitense (n. 1910)
- 1954 - Agnes Macphail, politica, giornalista e insegnante canadese (n. 1890)
- 1954 - Emilio Chironi, ciclista su strada italiano (n. 1888)
- 1954 - Guillaume Seznec, francese (n. 1878)
- 1955 - Hans Boeckh-Behrens, generale tedesco (n. 1898)
- 1955 - Raoul Henkaert, schermidore belga (n. 1907)
- 1955 - Marcella Mariani, attrice italiana (n. 1936)
- 1955 - Gervas Pierrepont, VI conte Manvers, militare e nobile inglese (n. 1881)
- 1955 - Joseph Watt, militare inglese (n. 1887)
- 1956 - Jan Łukasiewicz, filosofo e logico polacco (n. 1878)
- 1956 - Richard Olsen, canottiere danese (n. 1911)
- 1957 - Giuseppe Petrelli, missionario italiano (n. 1876)
- 1958 - Piero Carnabuci, attore italiano (n. 1893)
- 1958 - Christabel Pankhurst, attivista britannica (n. 1880)
- 1958 - Georges Rouault, pittore francese (n. 1871)
- 1958 - Helen Twelvetrees, attrice statunitense (n. 1908)
- 1959 - William Axt, compositore statunitense (n. 1888)
- 1959 - Paul Günther, tuffatore tedesco (n. 1882)
- 1960 - Delmar Roos, ingegnere statunitense (n. 1888)
- 1961 - Mario Labò, architetto e storico dell'architettura italiano (n. 1884)
- 1961 - Arthur Ripley, sceneggiatore, regista e produttore cinematografico statunitense (n. 1897)
- 1962 - Karl Llewellyn, giurista statunitense (n. 1893)
- 1963 - Tullio Biscuola, maratoneta italiano (n. 1894)
- 1963 - Robert Theissen, calciatore lussemburghese (n. 1906)
- 1964 - Paulino Alcántara, calciatore e allenatore di calcio filippino (n. 1896)
- 1964 - Harry Buck, calciatore inglese (n. 1884)
- 1964 - Pinot Gallizio, farmacista e pittore italiano (n. 1902)
- 1964 - Werner Heyde, psichiatra tedesco (n. 1902)
- 1964 - Alberto Masprone, discobolo, allenatore di calcio e militare italiano (n. 1884)
- 1964 - Patrick Ryan, martellista statunitense (n. 1881)
- 1964 - Giuseppe Sparzani, militare italiano (n. 1899)
- 1964 - Arthur Upfield, scrittore britannico (n. 1890)
- 1965 - Humberto Delgado, generale e politico portoghese (n. 1906)
- 1965 - William Heard Kilpatrick, pedagogista statunitense (n. 1871)
- 1965 - Yves Urvoy de Portzamparc, ammiraglio francese (n. 1885)
- 1965 - Gloria Morgan Vanderbilt, socialite statunitense (n. 1904)
- 1966 - Rufus King, scrittore statunitense (n. 1893)
- 1966 - Marguerite Long, pianista e insegnante francese (n. 1874)
- 1966 - Hovsep Pushman, pittore armeno (n. 1877)
- 1967 - Yoshisuke Aikawa, imprenditore e politico giapponese (n. 1880)
- 1967 - Ferdinando Bosso, giornalista, politico e partigiano italiano (n. 1878)
- 1967 - Forough Farrokhzad, poetessa e regista iraniana (n. 1934)
- 1967 - Francesco Gianotti, architetto italiano (n. 1881)
- 1967 - Abelardo Luján Rodríguez, politico e militare messicano (n. 1889)
- 1967 - Antonio Prestinenza, giornalista e scrittore italiano (n. 1894)
- 1967 - Josef Spacil, militare tedesco (n. 1907)
- 1968 - Mae Marsh, attrice statunitense (n. 1894)
- 1968 - Ante Pandaković, medico e allenatore di calcio jugoslavo (n. 1891)
- 1968 - Ildebrando Pizzetti, compositore, musicologo e critico musicale italiano (n. 1880)
- 1968 - Portia White, contralto canadese (n. 1911)
- 1969 - Roland Bartrop, attore inglese (n. 1925)
- 1969 - Sidney Cotton, inventore e fotografo australiano (n. 1894)
- 1969 - Luigi Pera, ingegnere e architetto italiano (n. 1899)
- 1970 - Hans Jürgen Krahl, filosofo e politico tedesco (n. 1943)
- 1970 - Albert Sharpe, attore irlandese (n. 1885)
- 1971 - Genevieve Hamper, attrice statunitense (n. 1888)
- 1973 - Hans Globke, giurista tedesco (n. 1898)
- 1973 - Hans Kmoch, scacchista austriaco (n. 1894)
- 1973 - Alf Lagesen, calciatore norvegese (n. 1897)
- 1973 - Bernard Weinberg, critico letterario statunitense (n. 1909)
- 1974 - Adolf Arndt, politico tedesco (n. 1904)
- 1974 - Mario Fabiani, politico italiano (n. 1912)
- 1974 - Petar Lubarda, pittore jugoslavo (n. 1907)
- 1974 - Charles-Edmond Perrin, medievista francese (n. 1887)
- 1974 - Giulio Turchi, politico italiano (n. 1902)
- 1975 - Dagmar Godowsky, attrice statunitense (n. 1897)
- 1975 - Friedrich Wiese, generale tedesco (n. 1892)
- 1976 - William Herald, nuotatore australiano (n. 1900)
- 1976 - John Lounsbery, disegnatore, regista e animatore statunitense (n. 1911)
- 1976 - Murtala Mohammed, politico e generale nigeriano (n. 1938)
- 1976 - Lily Pons, soprano francese (n. 1898)
- 1976 - Paul Russo, pilota automobilistico statunitense (n. 1914)
- 1977 - Jacques Félix Emmanuel Bouxin, ammiraglio francese (n. 1888)
- 1977 - James Ford, attore statunitense (n. 1903)
- 1977 - Manuel T. Gonzaullas, agente di polizia statunitense (n. 1891)
- 1977 - Carolina Maria de Jesus, scrittrice, poetessa e compositrice brasiliana (n. 1914)
- 1978 - Enrico Benassi, pittore italiano (n. 1902)
- 1978 - Pietro Caloi, sismologo italiano (n. 1907)
- 1978 - Angelo Davoli, mezzofondista e siepista italiano (n. 1896)
- 1978 - Willi Domgraf-Fassbaender, baritono tedesco (n. 1897)
- 1978 - Robert Durrer, ingegnere svizzero (n. 1890)
- 1978 - Umberto Massola, attivista e politico italiano (n. 1904)
- 1978 - Marcello Muccini, pittore italiano (n. 1926)
- 1980 - David Janssen, attore statunitense (n. 1931)
- 1980 - Mike Monroney, politico statunitense (n. 1902)
- 1980 - Marian Rejewski, matematico e crittografo polacco (n. 1905)
- 1981 - Wacław Kuchar, calciatore polacco (n. 1897)
- 1981 - Jean Julien Weber, arcivescovo cattolico francese (n. 1888)
- 1982 - Giovanni Borghetti, calciatore italiano (n. 1900)
- 1982 - Giovanni Palmieri, tennista italiano (n. 1906)
- 1982 - Frank Séchehaye, calciatore e allenatore di calcio svizzero (n. 1907)
- 1982 - Zeng Jinlian, cinese (n. 1964)
- 1983 - Lorenzo Bianchi, missionario e vescovo cattolico italiano (n. 1899)
- 1983 - Marian Nixon, attrice statunitense (n. 1904)
- 1983 - Peter Wilson, allenatore di calcio e calciatore scozzese (n. 1905)
- 1984 - Roland Bainton, teologo inglese (n. 1894)
- 1984 - Pierre Brambilla, ciclista su strada e dirigente sportivo italiano (n. 1919)
- 1984 - Andrea Marabini, politico italiano (n. 1892)
- 1984 - Jean Nicolas, presbitero e missionario francese (n. 1901)
- 1984 - Helmut Schneider, calciatore tedesco (n. 1913)
- 1984 - Naomi Uemura, alpinista, esploratore e avventuriero giapponese (n. 1941)
- 1985 - Romolo Remigi, calciatore italiano (n. 1914)
- 1986 - Mike Danzi, chitarrista statunitense (n. 1898)
- 1986 - Luigi De Manincor, velista italiano (n. 1910)
- 1987 - Bruna Tamaro Forlati, archeologa italiana (n. 1897)
- 1988 - John Curulewski, insegnante, educatore e musicista statunitense (n. 1950)
- 1988 - Radamés Gnattali, compositore, arrangiatore e direttore d'orchestra brasiliano (n. 1906)
- 1988 - José Carlos Godoy, cestista peruviano (n. 1911)
- 1988 - Léon Goossens, oboista britannico (n. 1897)
- 1989 - Suzanne Briet, bibliotecaria e scrittrice francese (n. 1894)
- 1989 - Hans Hellmut Kirst, scrittore tedesco (n. 1914)
- 1990 - Ken Lynch, attore statunitense (n. 1910)
- 1990 - Guido Seborga, giornalista, poeta e pittore italiano (n. 1909)
- 1991 - Arno Breker, scultore tedesco (n. 1900)
- 1991 - Giorgio Maurizio di Sassonia-Altenburg, nobile (n. 1900)
- 1991 - Flaviano Labò, tenore italiano (n. 1927)
- 1992 - Nikolaj Nikolaevič Bogoljubov, fisico e matematico sovietico (n. 1909)
- 1992 - Dorothy Tree, attrice e insegnante statunitense (n. 1906)
- 1992 - Warren Westlund, canottiere statunitense (n. 1926)
- 1993 - Francesco Candelli, politico e operaio italiano (n. 1921)
- 1993 - Henry Duey, sollevatore statunitense (n. 1908)
- 1993 - Willoughby Gray, attore inglese (n. 1916)
- 1993 - Reginaldo Monticelli, politico italiano (n. 1906)
- 1994 - Giovanni Battista Canepa, scrittore, antifascista e partigiano italiano (n. 1896)
- 1995 - Alberto Burri, artista e pittore italiano (n. 1915)
- 1995 - Teodoro Salah, pallanuotista cileno (n. 1917)
- 1995 - Bruno Visentini, politico, avvocato e dirigente d'azienda italiano (n. 1914)
- 1996 - Martin Balsam, attore statunitense (n. 1919)
- 1996 - Charlie Conerly, giocatore di football americano statunitense (n. 1921)
- 1996 - Jacques Couelle, architetto e scenografo francese (n. 1902)
- 1996 - George Jefferson, astista statunitense (n. 1910)
- 1996 - Josè Paolinelli, calciatore italiano (n. 1922)
- 1996 - Cy Proffitt, cestista statunitense (n. 1911)
- 1996 - John Wenham, biblista e presbitero britannico (n. 1913)
- 1997 - Robert Herman, cosmologo statunitense (n. 1914)
- 1997 - Eduardo Kapstein, cestista cileno (n. 1914)
- 1997 - Reg Ryan, calciatore irlandese (n. 1925)
- 1998 - José Ignacio Barraquer, medico spagnolo (n. 1916)
- 1998 - Gaetano Tamborrino Orsini, generale, scrittore e poeta italiano (n. 1921)
- 1999 - Jānis Dobelis, calciatore lettone (n. 1911)
- 1999 - Gary Jennings, scrittore e giornalista statunitense (n. 1928)
- 2000 - Luigi Abeni, calciatore italiano (n. 1920)
- 2000 - Clodoveo di Lippe, principe tedesco (n. 1909)

## XXI secolo(155)
- 2001 - Elia Ajolfi, scultore e disegnatore italiano (n. 1916)
- 2001 - Ugo Fano, fisico italiano (n. 1912)
- 2001 - Roser Llop, cestista spagnola (n. 1961)
- 2001 - Mario Stoppino, politologo italiano (n. 1935)
- 2001 - Manuela, cantante tedesca (n. 1943)
- 2002 - George Bray, calciatore britannico (n. 1918)
- 2002 - Bob Gerber, cestista statunitense (n. 1916)
- 2002 - Waylon Jennings, cantante e musicista statunitense (n. 1937)
- 2002 - Manfred Kuschmann, mezzofondista tedesco (n. 1950)
- 2002 - Antonio Ratti, imprenditore italiano (n. 1915)
- 2003 - Kid Gavilán, pugile cubano (n. 1926)
- 2003 - Stacy Keach, attore statunitense (n. 1914)
- 2003 - Walt Whitman Rostow, economista e sociologo statunitense (n. 1916)
- 2004 - Denis Eugene Hurley, arcivescovo cattolico sudafricano (n. 1915)
- 2004 - Zelimchan Jandarbiev, scrittore e politico sovietico (n. 1952)
- 2005 - Michelangelo Giusta, filologo classico e storico della filosofia italiano (n. 1921)
- 2005 - Mary Hallaren, militare statunitense (n. 1907)
- 2005 - Dorothy Stang, religiosa e missionaria brasiliana (n. 1931)
- 2005 - Maurice Trintignant, pilota automobilistico francese (n. 1917)
- 2005 - Lucia dos Santos, monaca cristiana portoghese (n. 1907)
- 2006 - Ilan Halimi, francese (n. 1982)
- 2006 - Andreas Katsulas, attore statunitense (n. 1946)
- 2006 - Paolo Marton, fotografo italiano (n. 1932)
- 2006 - Charles Ortega, artista francese (n. 1925)
- 2006 - Peter Frederick Strawson, filosofo inglese (n. 1919)
- 2006 - Joseph Ujlaki, calciatore ungherese (n. 1929)
- 2007 - Venelin Alaikov, compositore di scacchi bulgaro (n. 1933)
- 2007 - Alfredo Barbini, vetraio italiano (n. 1912)
- 2007 - Mario Borrelli, prete, sociologo e educatore italiano (n. 1922)
- 2007 - Alicia Bruzzo, attrice argentina (n. 1945)
- 2007 - Jay Haley, psicoterapeuta statunitense (n. 1923)
- 2007 - Elizabeth Jolley, scrittrice britannica (n. 1923)
- 2007 - Luigi Memmi, politico italiano (n. 1937)
- 2007 - Bruce Metzger, biblista e traduttore statunitense (n. 1914)
- 2007 - Paolo Pileri, pilota motociclistico e dirigente sportivo italiano (n. 1944)
- 2007 - Johanna Sällström, attrice svedese (n. 1974)
- 2008 - Raúl Fontaina, imprenditore e conduttore televisivo uruguaiano (n. 1931)
- 2008 - Michele Greco, mafioso italiano (n. 1924)
- 2008 - Kon Ichikawa, regista cinematografico e animatore giapponese (n. 1915)
- 2008 - Assane N'Diaye, calciatore senegalese (n. 1974)
- 2008 - Errico Ruotolo, pittore, disegnatore e scultore italiano (n. 1939)
- 2008 - Henri Salvador, cantante, chitarrista e comico francese (n. 1917)
- 2008 - Pino Zimba, musicista e attore italiano (n. 1952)
- 2009 - Emilio Bigi, critico letterario, storico della letteratura e italianista italiano (n. 1916)
- 2009 - Gianna Maria Canale, attrice italiana (n. 1927)
- 2009 - Jean Laroyenne, schermidore francese (n. 1930)
- 2009 - Dilys Laye, attrice britannica (n. 1934)
- 2010 - Edmond Boulle, allenatore di calcio e calciatore francese (n. 1934)
- 2010 - Cesare Gherri, politico e funzionario italiano (n. 1929)
- 2010 - Dale Hawkins, cantautore statunitense (n. 1936)
- 2010 - Anne Lombard-Jourdan, storica francese (n. 1909)
- 2010 - Red Rocha, cestista e allenatore di pallacanestro statunitense (n. 1923)
- 2010 - Fernando Terremoto, cantante spagnolo (n. 1969)
- 2011 - Arnfinn Bergmann, saltatore con gli sci norvegese (n. 1928)
- 2011 - Ernesto De Pascale, giornalista, conduttore radiofonico e musicista italiano (n. 1958)
- 2011 - Larry Holden, attore statunitense (n. 1961)
- 2011 - Inese Jaunzeme, giavellottista sovietica (n. 1932)
- 2011 - T.P. McKenna, attore irlandese (n. 1929)
- 2012 - Sansón, calciatore spagnolo (n. 1924)
- 2012 - Ladislau Biernaski, vescovo cattolico brasiliano (n. 1937)
- 2012 - Frank Braña, attore spagnolo (n. 1934)
- 2012 - Sophie Desmarets, attrice francese (n. 1922)
- 2012 - Francesco Gamba, fumettista italiano (n. 1926)
- 2012 - Severo Lombardoni, produttore discografico italiano (n. 1949)
- 2012 - Giovanni Zavaglio, calciatore italiano (n. 1936)
- 2013 - Gabriele Basilico, fotografo italiano (n. 1944)
- 2013 - Don Scott, pugile britannico (n. 1928)
- 2013 - Angelo Trentin, calciatore italiano (n. 1925)
- 2013 - Stefan Wigger, attore tedesco (n. 1932)
- 2013 - Tibor Zsíros, cestista e allenatore di pallacanestro ungherese (n. 1930)
- 2014 - Salvatore Buscema, magistrato italiano (n. 1924)
- 2014 - Piero D'Inzeo, cavaliere italiano (n. 1923)
- 2014 - Charles J. Fillmore, linguista statunitense (n. 1929)
- 2014 - Jimmy Jones, calciatore nordirlandese (n. 1928)
- 2014 - Balu Mahendra, direttore della fotografia, regista e sceneggiatore indiano (n. 1939)
- 2014 - Alberto Marzaioli, ciclista su strada italiano (n. 1938)
- 2014 - Richard Møller Nielsen, allenatore di calcio e calciatore danese (n. 1937)
- 2014 - Raymond Morand, calciatore svizzero (n. 1931)
- 2014 - Louis Nganga, vescovo cattolico della Repubblica Democratica del Congo (n. 1923)
- 2014 - Natale Rauty, ingegnere e storico italiano (n. 1920)
- 2014 - Jean Valmont, attore francese (n. 1936)
- 2014 - Ralph Waite, attore statunitense (n. 1928)
- 2015 - Livio Garzanti, editore e scrittore italiano (n. 1921)
- 2015 - Joaquim Machado, calciatore portoghese (n. 1923)
- 2015 - Albert Nijenhuis, matematico olandese (n. 1926)
- 2015 - Franco Nodari, calciatore italiano (n. 1939)
- 2016 - Félix Lasso, calciatore ecuadoriano (n. 1945)
- 2016 - Trifon Ivanov, calciatore bulgaro (n. 1965)
- 2016 - Edward McCluskey, informatico statunitense (n. 1929)
- 2016 - Giorgio Rossano, calciatore italiano (n. 1939)
- 2016 - Slobodan Santrač, allenatore di calcio e calciatore serbo (n. 1946)
- 2016 - Antonin Scalia, avvocato e magistrato statunitense (n. 1936)
- 2016 - Marley Shriver, nuotatrice statunitense (n. 1937)
- 2017 - Aage Birch, velista danese (n. 1926)
- 2017 - Massimo Fagioli, psichiatra e psicoterapeuta italiano (n. 1931)
- 2017 - Aileen Hernandez, sindacalista statunitense (n. 1926)
- 2017 - Kim Jong-nam, politico e militare nordcoreano (n. 1971)
- 2017 - Seijun Suzuki, regista giapponese (n. 1923)
- 2017 - E-Dubble, rapper statunitense (n. 1982)
- 2018 - Cedric Bailey, cestista statunitense
- 2018 - Joseph Bonnel, calciatore e allenatore di calcio francese (n. 1939)
- 2018 - Luis Cid, allenatore di calcio e calciatore spagnolo (n. 1929)
- 2018 - Henri de Laborde de Monpezat, nobile francese (n. 1934)
- 2018 - Sandro Ladu, politico e medico italiano (n. 1932)
- 2018 - Emilio Ravel, giornalista, autore televisivo e scrittore italiano (n. 1933)
- 2019 - Vitalij Chmel'nyc'kyj, calciatore e allenatore di calcio sovietico (n. 1943)
- 2019 - Ilario Galimberti, imprenditore italiano (n. 1926)
- 2019 - Anna Pontremoli, pittrice italiana (n. 1926)
- 2019 - Marisa Solinas, attrice e cantante italiana (n. 1939)
- 2020 - Franco Bordoni, baritono italiano (n. 1932)
- 2020 - Aleksej Nikolaevič Botjan, militare e agente segreto sovietico (n. 1917)
- 2020 - Renzo Chiocchetti, fondista italiano (n. 1945)
- 2020 - Franco Del Prete, batterista e paroliere italiano (n. 1943)
- 2020 - Christophe Desjardins, violista francese (n. 1962)
- 2020 - Liu Shouxiang, pittore e insegnante cinese (n. 1958)
- 2020 - Karel Neffe, canottiere cecoslovacco (n. 1948)
- 2020 - Charles O'Brien, sindacalista statunitense (n. 1933)
- 2020 - Rajendra Pachauri, economista e ingegnere indiano (n. 1940)
- 2020 - Rafael Romero Marchent, regista, attore e sceneggiatore spagnolo (n. 1926)
- 2020 - Cal Taormina, pianista e arrangiatore italiano (n. 1945)
- 2021 - Simonetta Bernardi, storica italiana (n. 1940)
- 2021 - Bolesław Kwiatkowski, cestista polacco (n. 1942)
- 2021 - Helen Meier, insegnante e scrittrice svizzera (n. 1929)
- 2021 - Alberto Oliart, politico, avvocato e funzionario spagnolo (n. 1928)
- 2021 - Francesco Smurra, politico italiano (n. 1927)
- 2021 - Kadir Topbaş, politico, architetto e funzionario turco (n. 1945)
- 2021 - Ansley Truitt, cestista statunitense (n. 1950)
- 2021 - Jurij Vlasov, sollevatore, scrittore e politico sovietico (n. 1935)
- 2022 - Berit Berthelsen, lunghista e multiplista norvegese (n. 1944)
- 2022 - Edmar Mednis, scacchista e scrittore statunitense (n. 1937)
- 2022 - Enzo Robutti, attore italiano (n. 1933)
- 2022 - Halyna Sevruk, artista e attivista ucraina (n. 1929)
- 2023 - José María Gil-Robles, politico spagnolo (n. 1935)
- 2023 - Alain Goraguer, compositore, arrangiatore e pianista francese (n. 1931)
- 2023 - Sandro Lopez Nunes, scrittore, drammaturgo e saggista italiano (n. 1937)
- 2023 - Leiji Matsumoto, fumettista e animatore giapponese (n. 1938)
- 2023 - Kéné Ndoye, lunghista e triplista senegalese (n. 1978)
- 2023 - Vladimir Pavlenko, schermidore sovietico (n. 1953)
- 2023 - David Singmaster, matematico statunitense (n. 1939)
- 2023 - Oliver Wood, direttore della fotografia britannico (n. 1942)
- 2024 - Ursicin Gion Gieli Derungs, teologo, filosofo e scrittore svizzero (n. 1935)
- 2024 - Alain Dorval, attore e doppiatore francese (n. 1946)
- 2024 - Frans van der Hoff, missionario olandese (n. 1939)
- 2024 - Sergio Mantegazza, imprenditore svizzero (n. 1927)
- 2024 - Gertrude Ndombe, cestista della Repubblica Democratica del Congo (n. 1960)
- 2024 - Gabriela Pando, hockeista su prato e allenatrice di hockey su prato argentina (n. 1970)
- 2024 - Dieter Pauly, arbitro di calcio tedesco (n. 1942)
- 2024 - Robert Varnajo, ciclista su strada e pistard francese (n. 1929)
- 2024 - Johanna von Koczian, attrice e cantante tedesca (n. 1933)
- 2025 - Giorgio Cocilovo, chitarrista, arrangiatore e compositore italiano (n. 1956)
- 2025 - János Dunai, calciatore ungherese (n. 1937)
- 2025 - John Lawlor, attore statunitense (n. 1941)
- 2025 - Mimmo Lucà, politico italiano (n. 1953)
- 2025 - Romolo Parodi, pallanuotista e allenatore di pallanuoto italiano (n. 1935)
- 2025 - Jim Guy Tucker, politico e avvocato statunitense (n. 1943)

## Senza anno specificato(1)
- Castore di Karden, religioso e santo tedesco